# 천인식
최인식(千仁植, 1968년 3월 5일~)은 대한민국의 카누 선수로, 1988년 하계 올림픽에 참가했다.